# Мохамед Рабі Мефтах
Мохамед Рабі Мефтах (фр. Mohamed Rabie Meftah; нар. 5 травня 1985, Тізі-Узу, Алжир) — алжирський футболіст, захисник національної збірної Алжиру та клубу «УСМ Алжир».

## Клубна кар'єра
У дорослому футболі дебютував 2005 року виступами за команду клубу «Кабілія», в якій провів п'ять сезонів, взявши участь у 121 матчі чемпіонату. Більшість часу, проведеного у складі «Кабілії», був основним гравцем захисту команди.
Протягом 2010—2011 років захищав кольори команди клубу «ЖСМ Беджая».
До складу клубу «УСМ Алжир» приєднався 2011 року.

## Виступи за збірну
2006 року дебютував в офіційних матчах у складі національної збірної Алжиру. Наразі провів у формі головної команди країни 10 матчів.
У складі збірної був учасником Кубка африканських націй 2017 року у Габоні.